# Distretto di Tolagnaro
Il distretto di Tolagnaro è un distretto del Madagascar situato nella regione di Anosy. Ha per capoluogo la città di Tolagnaro.
La popolazione del distretto è di 257 612 abitanti (censimento 2011).